# Liebe macht lustig, Liebe tut weh
Liebe macht lustig, Liebe tut weh (Originaltitel: L’amour c’est gai, l’amour c’est triste) ist ein französischer Film von Jean-Daniel Pollet aus dem Jahr 1968 mit Claude Melki, Bernadette Lafont und Chantal Goya in den Hauptrollen.
In Deutschland kam der Film am 17. Oktober 1969 in die Kinos, aber in Frankreich erst am 26. März 1971.

## Handlung
Léon, ein schüchterner und verträumter Schneider aus Faubourg Saint-Antoine, arbeitet und lebt mit seiner Schwester Marie in seiner Wohnung. Marie ist die Konkubine des windigen Maxime und arbeitet dort offiziell als Hellseherin, aber Leon, der nichts ahnt, wird erfahren, dass es nur ein Vorwand ist, um ihre Reize zu verkaufen. Außerdem ist Maxime auch ihr Zuhälter. Marie trifft Arlette, eine junge Provinzlerin aus Morlaix, die verzweifelt in der Hauptstadt angekommen ist. Arlette steht kurz vor dem Selbstmord und wird von Marie aufgenommen. Leon verliebt sich heimlich in Arlette, die sich allerdings Marie zum Vorbild nimmt.

## Kritik
„Klar und einfach inszenierter Film der subtilen menschlichen Zwischentöne, überzeugend in der Atmosphäre und voller Poesie.“